# Louis François Petit-Radel
Pour les articles homonymes, voir Petit-Radel.
Louis François Petit-Radel est un architecte et dessinateur français né à Paris le 22 juillet 1739 et mort dans la même ville le 7 novembre 1818.

## Biographie
Aîné de trois frères dont l'un se signala comme chirurgien et l'autre comme archéologue, Petit-Radel fut inscrit à l'Académie royale d'architecture comme élève de Jacques-Charles Billaudel, mais il est parfois donné comme élève de Charles De Wailly,. Il concourut cinq fois pour le Prix de Rome et remporta le troisième prix en 1763 (« un arc de triomphe », projet conservé).
À ses débuts, il illustra le chapitre de l’Encyclopédie consacré à la décoration théâtrale. Le cabinet des dessins du musée Carnavalet conserve de lui une suite de dessins pour une machinerie de théâtre.

« Ses grandes compositions d'architecture imaginaire, d'une perspective peu rigoureuse, mais traitées dans la manière de Challe, le classent parmi les Piranésiens français. »

 Il exposa régulièrement au Salon entre 1793 et 1806.
Sous le règne de Louis XVI, Petit-Radel se partagea entre l'enseignement, l'expertise et la construction. « Comme architecte-juré, son arbitrage était recherché des artistes-décorateurs. »
Sous la Terreur, il imagina et fit connaître une méthode sans danger pour « mettre par terre une église gothique en dix minutes ». Il put l'appliquer à la destruction de l'église Saint-Jean-en-Grève à la fin mars 1797. 

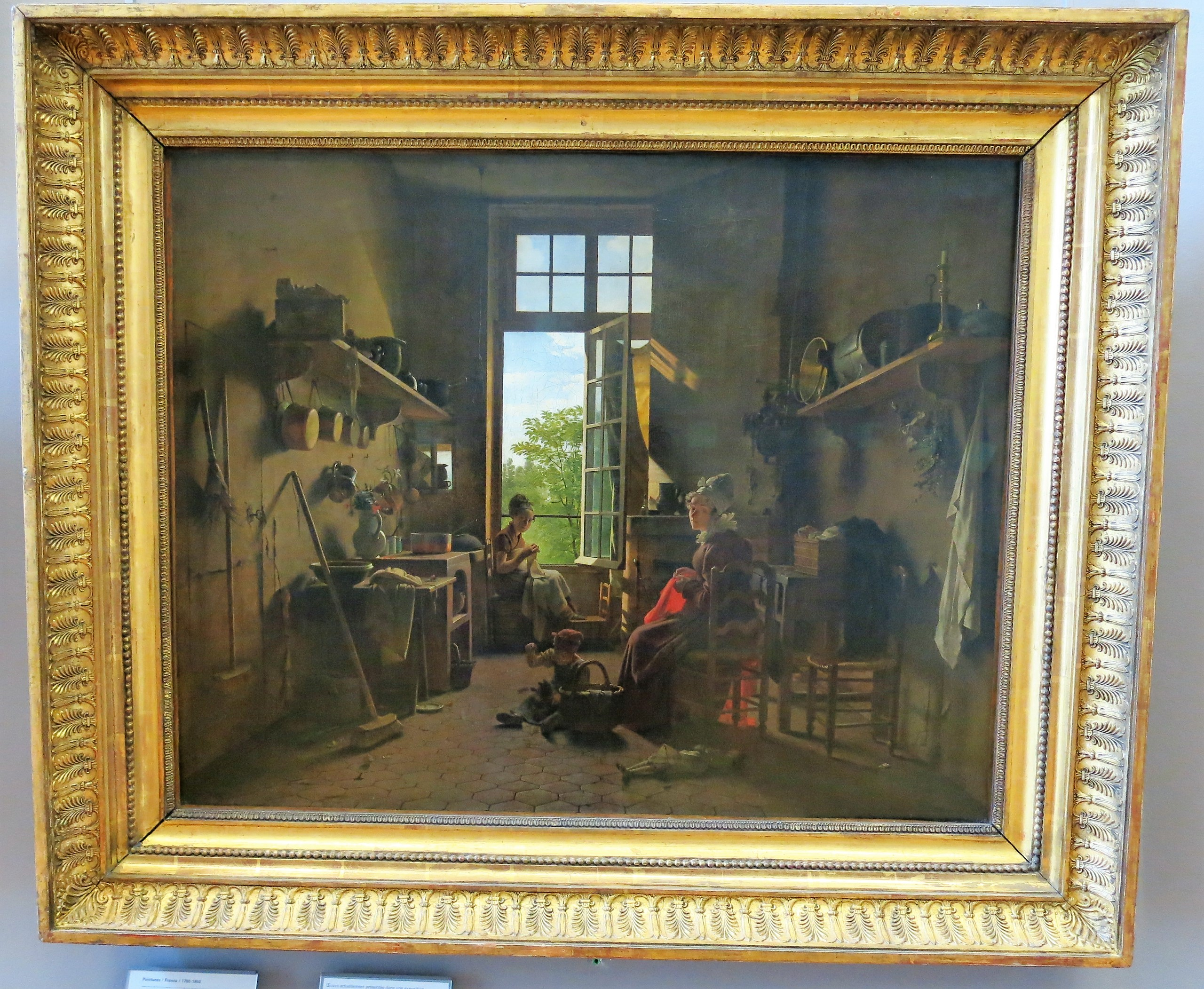
La peinture L'Intérieur d'une cuisine où le brun momie aurait été utilisé.

En 1793, lors de la profanation de la chapelle Sainte-Anne de l'église du Val-de-Grâce, qui renfermait les cœurs embaumés de 45 rois et reines de France, Petit-Radel s'empara de treize urnes reliquaires en vermeil contenant les cœurs de plusieurs souverains ou personnages princiers (Anne d'Autriche, Marie-Thérèse d'Espagne, La Grande Mademoiselle,…) et les vendit ou les échangea contre des tableaux à des peintres qui recherchaient la substance censé être issue du broyage de momies égyptiennes ou « mummie » (substance très rare et hors de prix) : une fois mêlée à de l'huile, elle était réputée donner un glacis incomparable aux tableaux. L'un de ces cœurs entra ainsi en possession du peintre Martin Drölling qui l'aurait utilisé pour peindre son Intérieur d'une cuisine (Paris, Musée du Louvre). Selon des recherches historiques, il s'agit d'une légende remontant à une nouvelle de G. Lenotre, Cœurs de rois, publiée en 1905. Petit-Radel conserva les plaques sur lesquelles étaient gravés les noms, dispersées à sa vente après décès rue Castex et les reliquaires de vermeil et les médailles.
Sous le Premier Empire, Petit-Radel devint inspecteur général des bâtiments civils et construisit l'abattoir du Roule.

## Principales réalisations

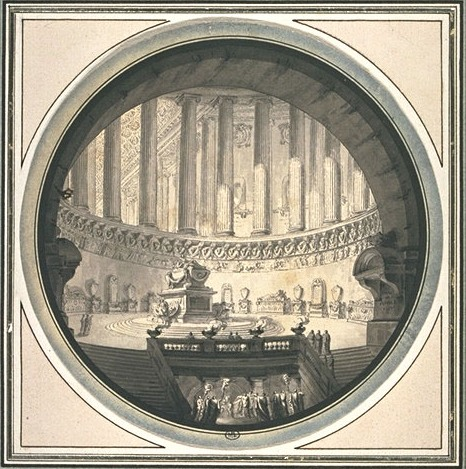
Petit-Radel - Vue d'une salle d'un temple en rotonde

- Église Saint-Médard, Paris, 1784 : Petit-Radel fut chargé de « rajeunir » l'édifice et construisit la chapelle de la Vierge dans l'axe du chœur dont il rhabilla les piles « à la manière dorique ». « Il y entoura le chœur de piliers d'un module archaïque et couvrit la chapelle absidiale d'une voûte appareillée à joints vifs, comme le sont celles de la crypte de Sainte-Geneviève et de la chapelle des Girondins à la Conciergerie[5]. » Il construisit également le presbytère adjacent à l'église.
- Immeuble Talaru, sur la rue du Faubourg-Poissonnière, Paris, 1785, en avant du pavillon Tabary, construit précédemment par Claude-Nicolas Ledoux.
- Abattoir du Roule, rue de Miromesnil (entre la rue de Laborde et la rue de la Bienfaisance), Paris, 1813-1818 : L'abattoir du Roule s'étendait du côté des numéros impairs de la rue de Miromesnil entre l'avenue de Munich au sud[12], la rue de la Bienfaisance au nord, la rue de Téhéran à l'ouest. Son entrée était précédée d'une avenue dite à l'origine avenue de l'Abattoir et dénommée avenue Percier après 1844. Les bâtiments furent achevés et livrés aux bouchers en 1818. Il se composait de 14 corps de bâtiments organisés autour de plusieurs cours. L'emplacement était bizarrement choisi, et l'abattoir fut désaffecté et supprimé dès le Second Empire.

## Dessins

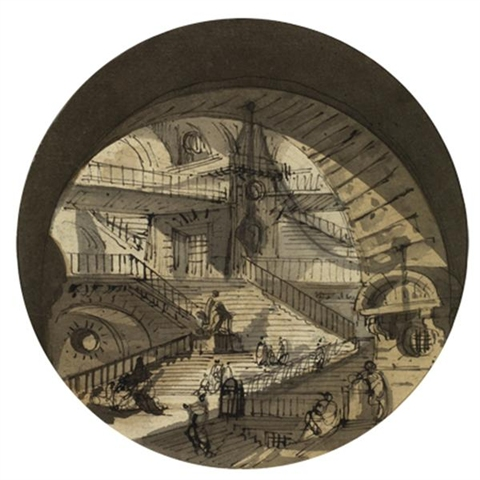
Étude pour une prison.

- Vue d'une salle d'un temple en rotonde, 1766, Paris, musée du Louvre (inv. : RF 29499) : Plume et encre noire, lavis gris ; forme ronde ; signé et daté, sur le pilier en bas à droite, à la plume et encre noire : 'Radel 1766' ; ht. 16,9 cm × l. 16,9 cm.
- Étude pour une prison, sd., passé en vente publique : Paris, Tajan, 19 mai 2009 : plume et encre noire, lavis gris ; forme ronde ; signé ; ht. 15,2 cm × l. 15,2 cm

### Sources
- Michel Gallet, Les Architectes parisiens du XVIIIe siècle : Dictionnaire biographique et critique, Paris, Éditions Mengès, 1995, 494 p. (ISBN 2-85620-370-1), p. 403-404
- « Louis François Petit-Radel », Base Structurae, sur fr.structurae.eu (consulté le 9 janvier 2010)
- « Louis François Petit-Radel », Art Encyclopedia, sur answers.com (consulté le 9 janvier 2010)